# Starohutiansky vodopád
Starohutiansky vodopád je národní přírodní památka v pohoří Pohronský Inovec a spravuje jej ŠOP Štiavnické vrchy.
Nachází se v katastrálním území města Nová Baňa v okrese Žarnovica v Banskobystrickém kraji. Území bylo vyhlášeno či novelizováno v roce 1977. Ochranné pásmo nebylo stanoveno.
Národní přírodní památka ochraňuje vodopád na 5 m vysokém terénním stupni, který se nachází na nepojmenovaném potoce vlévajícím se do Starohutského potoka. Širší okolí vodopádu je budované třetihorními vulkanickými horninami, zastoupenými různými typy andezitů a andezitových vulkanoklastik.